# مقاطعة سكوري (تكساس)
مقاطعة سكوري (بالإنجليزية: Scurry  County)‏ هي إحدى المقاطعات في ولاية تكساس، الولايات المتحدة الأمريكية.

## معرض صور

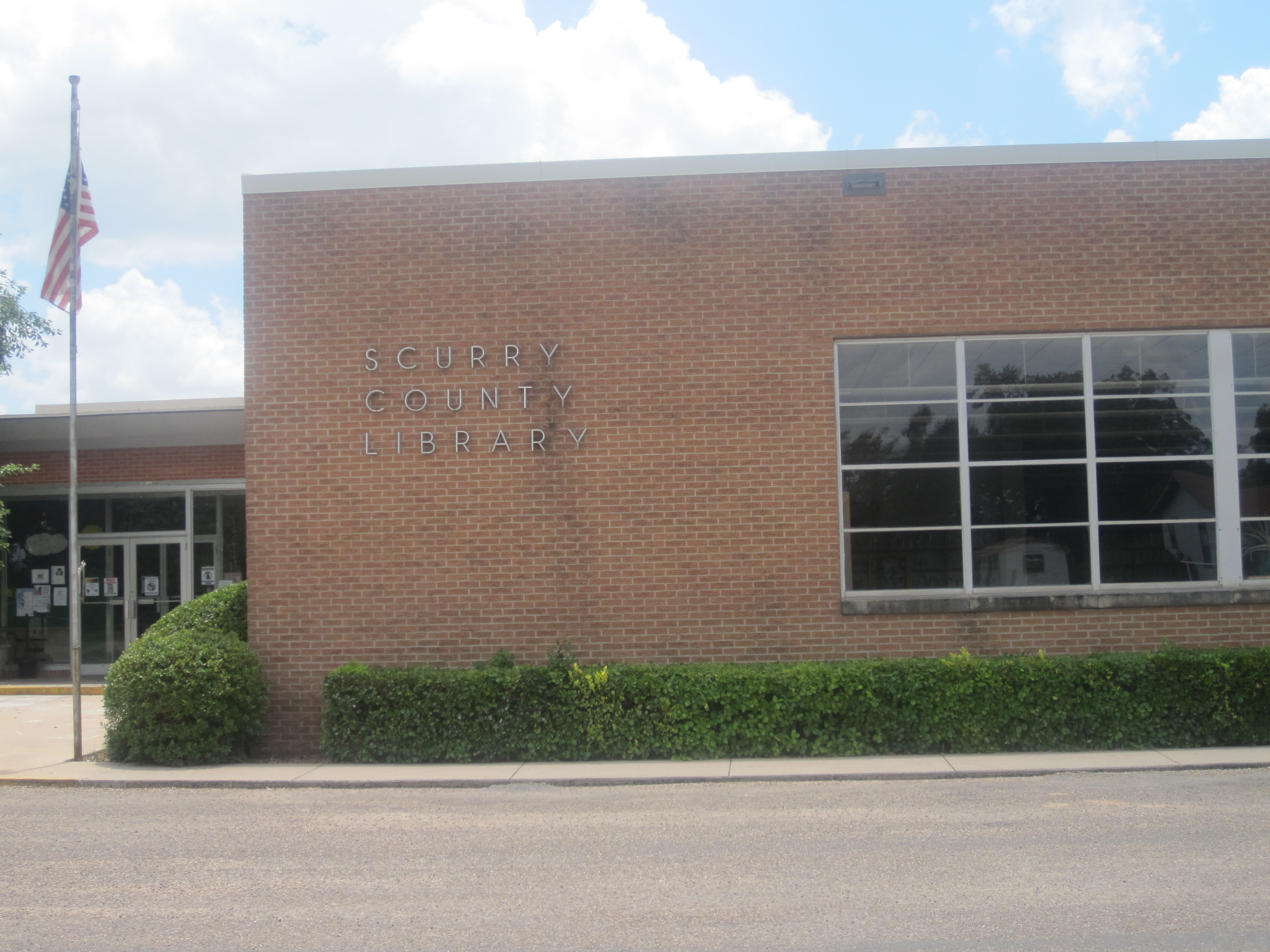
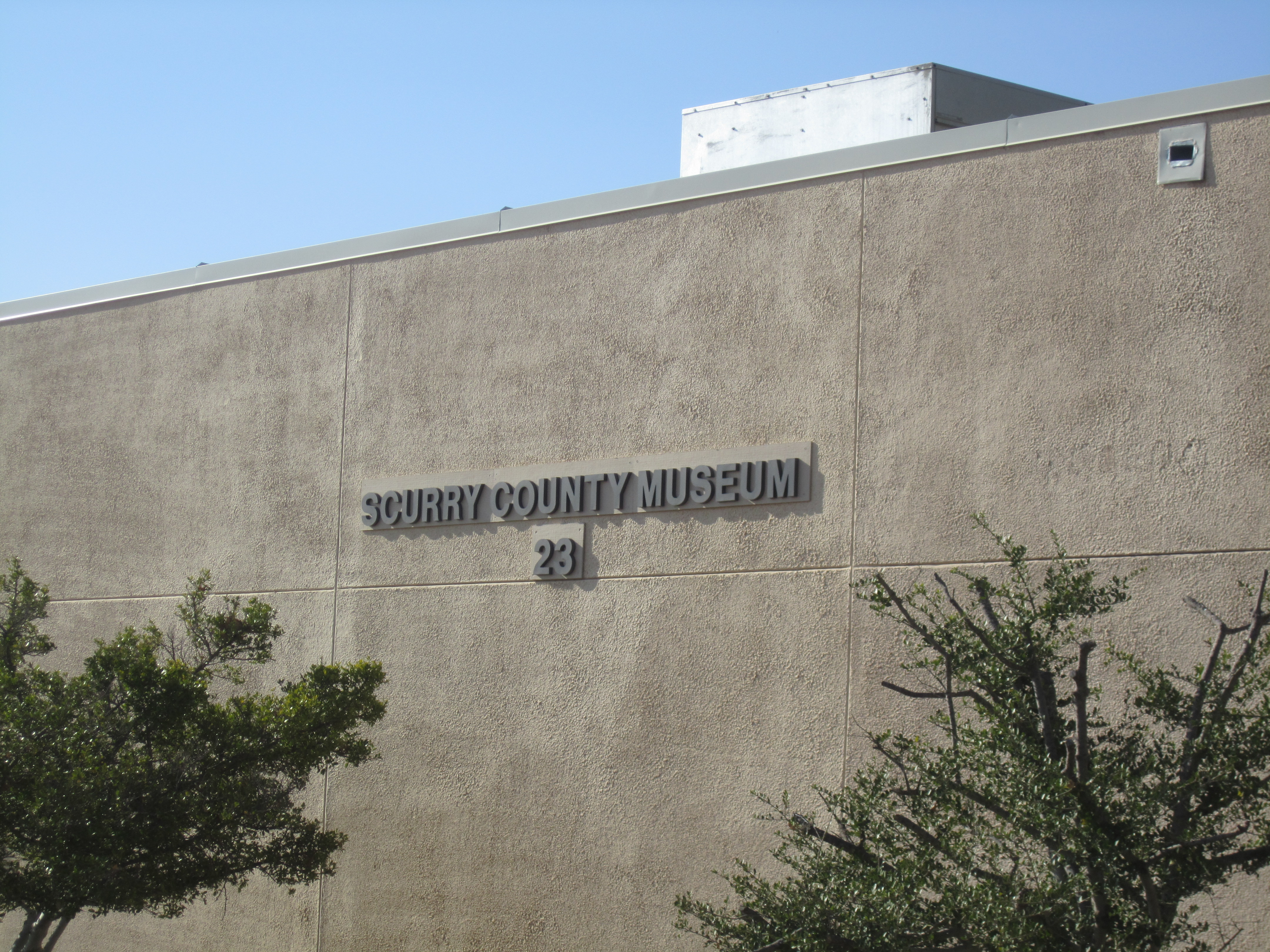
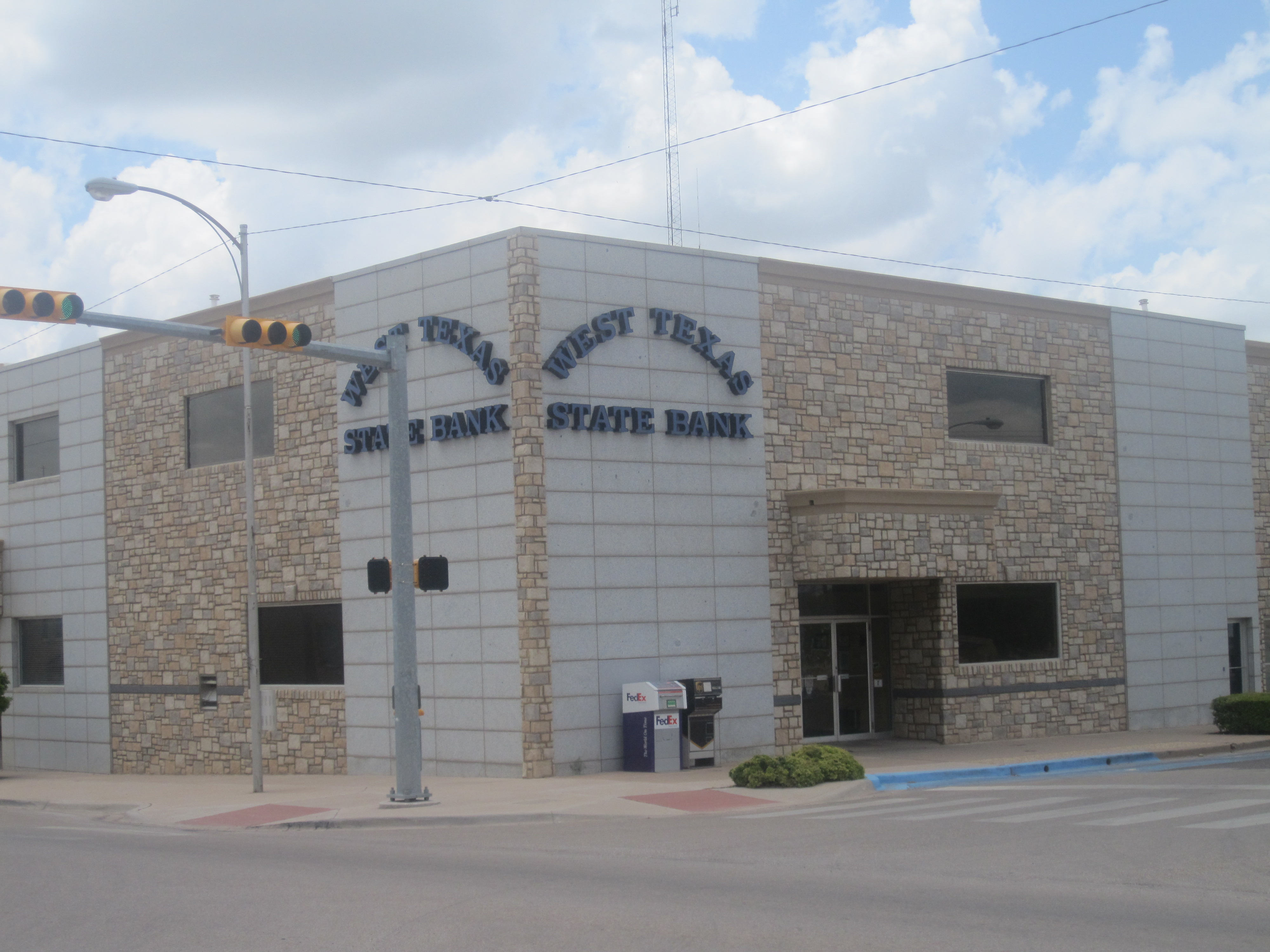
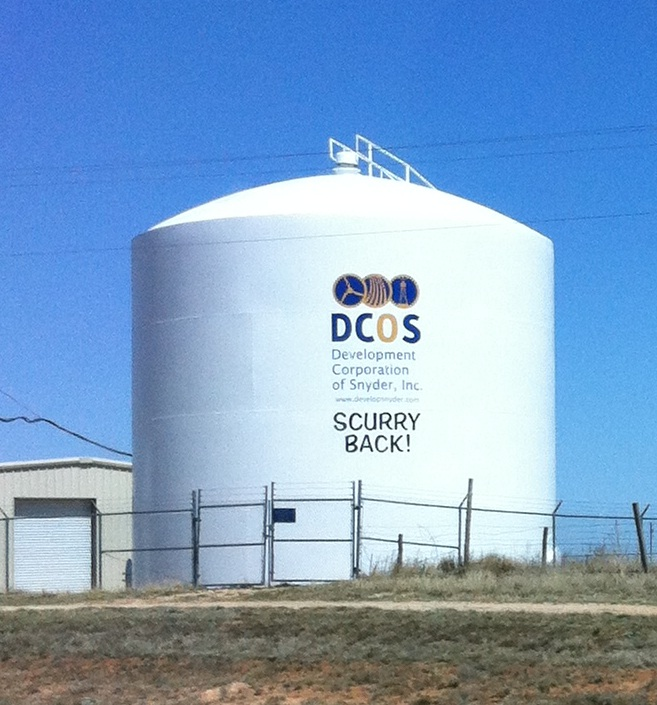
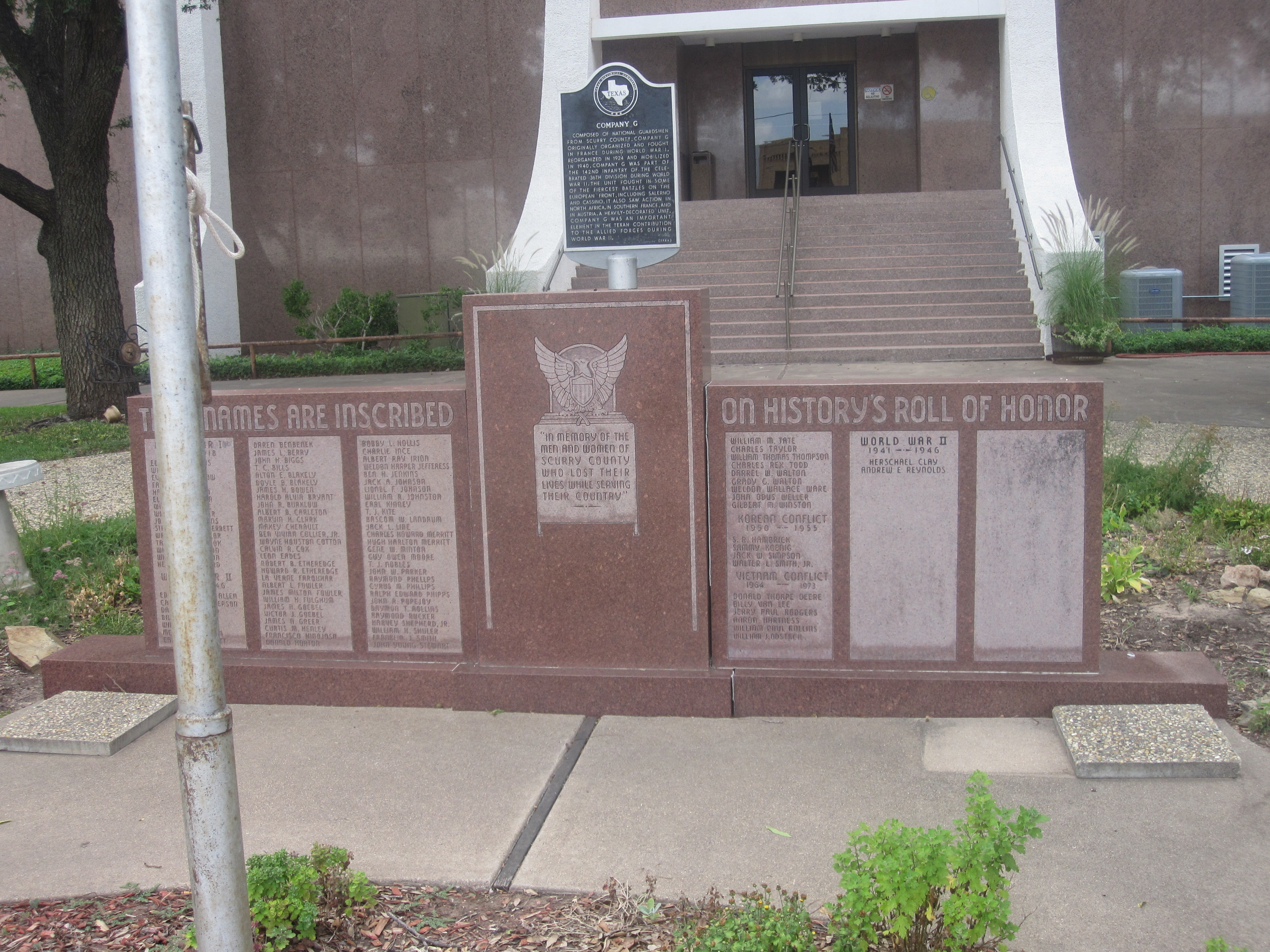
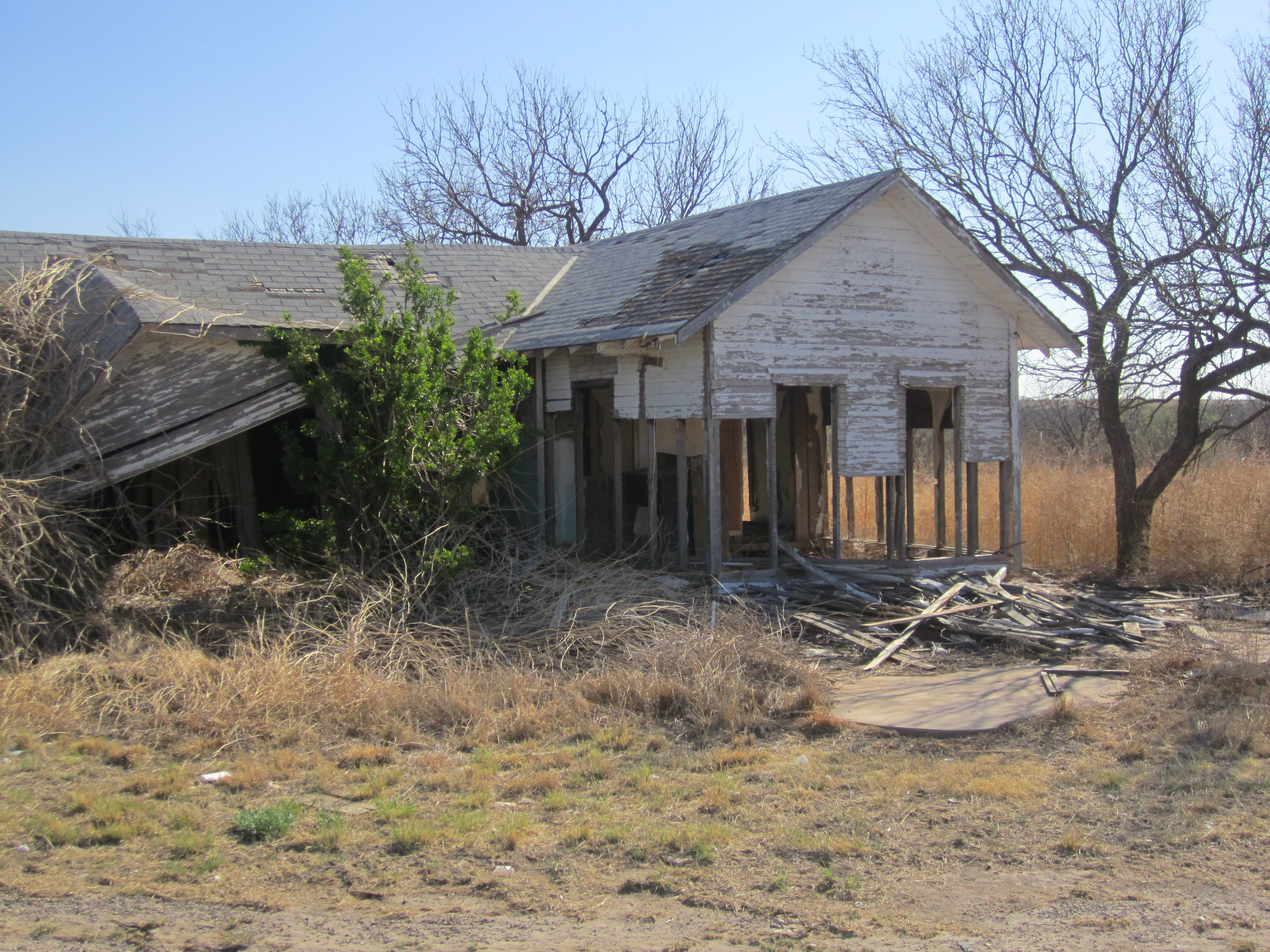

## أعلام
- بيرسي جونز